# Apalone
Apalone é um gênero de tartarugas aquáticas norte-americanas pertencentes à família Trionychidae. São nativas dos Estados Unidos da América e de algumas áreas do Canadá e do México. São encontradas na água doce e se alimentam principalmente de peixes.

## Espécies
- Apalone ferox (Schneider, 1783)
- Apalone mutica (Lesueur, 1827)
- Apalone spinifera (Lesueur, 1827)